# Martin Gardner
Martin Gardner (21 oktober 1914 - 22 mei 2010) was een Amerikaanse schrijver die zich vooral bezighield met populaire wiskunde en populaire wetenschap. Daarnaast was hij geïnteresseerd in wetenschappelijke scepsis, micromagie, filosofie, religie en literatuur -- in het bijzonder de werken van Lewis Carroll, L. Frank Baum en G. K. Chesterton. Gardner was een productieve en veelzijdige auteur, die meer dan honderd boeken publiceerde. Hij was een gezaghebbend kenner van het leven en werk van Lewis Carroll. Gardners boek Aantekeningen bij Alice (The Annotated Alice), waarin de teksten van Carrolls twee Aliceboeken zijn opgenomen, was zijn succesvolste werk; er werden meer dan een miljoen exemplaren van verkocht. Gardner had een levenslange interesse voor magie en illusie en werd gezien als een van de belangrijkste goochelaars van de twintigste eeuw. Hij werd tevens beschouwd als de nestor van Amerikaanse puzzelaars.
Gardner was het meest bekend vanwege het aanwakkeren en in stand houden van interesse in recreatieve wiskunde - en daardoor in de wiskunde in het algemeen - gedurende de hele tweede helft van de 20e eeuw, voornamelijk door zijn Mathematical Games-columns. Die werden gepubliceerd in Scientific American, van 1957 tot 1980 maandelijks en daarna tot 1986 sporadisch, waarna ze verzameld in boekvorm werden uitgegeven.
Gardner was een van de meest vooraanstaande 20e-eeuwse polemisten tegen pseudowetenschap. Zijn boek Is dat nog wel wetenschap? (Fads en Fallacies in the Name of Science), gepubliceerd in 1957, was baanbrekend en werd een klassieker van de sceptische beweging, dat er sterk door beïnvloed werd. In 1976 richtte Gardner samen met mede-sceptici Committee for Skeptical Inquiry op, een organisatie ter bevordering van wetenschappelijk onderzoek en het gebruik van de ratio in geval van buitengewone claims.